# 허젠쿠이
허젠쿠이(중국어 번체자: 賀建奎, 중국어 간체자: 贺建奎 병음: Hè Jiàn Kuí, 1984년 ~ ?)는 중국의 과학자이자 중국남방과학기술대학의 교수이며, 생명과학, 생명공학, 유전공학을 중심으로 연구를 진행하는 연구원이다.
허젠쿠이는 2018년 11월 세계 최초로 유전자 가위 가위를 사용해 유전자를 교정한 맞춤아기 탄생시켰다는 소식을 보도했다. 맞춤아기는 에이즈(HIV바이러스)에 면역을 가지도록 유전자 편집을 했다. 이후 2018년 과학 학술지 네이처에서 그의 연구로 인해 올해의 10대 인물로 선정되었다. 하지만, 유전자 편집 아기 3명이 태어나기 위해 인간 배아 유전자 편집을 불법적으로 수행한 것에 대해 3년형을 선고받았다"
중국은 허젠쿠이의 실험을 통해 태어난 세 명의 유전자편집 아기를 확인함 (2020.01.14)http://www.nibp.kr/xe/news2/162548 보관됨 2021-11-15 - 웨이백 머신

## 생애 및 경력
허젠쿠이는 1984년 중국 후난성 뤄디시 신화현에서 태어나 2002년 신화일중을 졸업하였다. 2002년부터 2006년까지 중국과학기술대학에 재학했고, 2012년 한해유전자바이오테크놀로지유한공사를 창업한 후 여러 회사의 주주와 법정대표가 되었다.
스탠퍼드 대학교에서 박사 학위, 라이스 대학교에서 생물물리학 박사학위를 취득하였으며, 2010년에는 배우자인 曾艷(증염)과 혼인하였다. 이후 중국과학기술대학교에서 교수직을 맡으며 연구를 진행하였다.
허젠쿠이는 유전자 편집 기술을 이용해 에이즈를 유발하는 인간면역결핍바이러스(HIV)에 면역력을 지난 쌍둥이 아기를 출산시켜 논란을 빚었다. 그의 연구는 인간 배아의 유전자를 교정한 것이기에 생명윤리적 문제와 마주쳤고, 유전자 조작을 통해 탄생한 맞춤아기의 안전성이 검토되지 않았기 때문이다.
2019년 12월 불법 의료 행위죄로 징역 3년과 벌금 300만 위안을 선고받았다.

## 맞춤아기
맞춤아기는 생명과학 기술이 발달함에 따라 탄생한 새로운 형태의 아기이다. 암이나 희귀질환 등을 앓고 있는 자녀를 치료하기 위해 필요한 줄기세포를 얻기 위해 해당 유전자를 편집한 배아를 여성의 자궁에 이식하여 탄생하게 된다.
세계 최초로 맞춤아기를 탄생시킨 과학자, 허젠쿠이의 유전자 가위를 통한 맞춤아기 연구로 인해 전 세계적으로 놀라움을 불러일으켰고, 인간의 존엄성 상실과 같은 생명윤리적 문제에 부딪히게 되면서 큰 논란을 빚었다.

## 유전자편집기술
유전자 편집 기술은 유전체 속 바꾸고자 하는 특정 유전자를 자르고, 교정하는 기술이다. 이는 특정 염기서열을 인지해 해당 부위의 DNA를 절단하는 분자생물학적 도구인 유전자 가위를 이용한다.
이 기술은 유전병이나 희귀병, 불치병 등을 치료하는 의료 목적을 위해 사용되거나 동물과 식물의 품종 개량 등에 사용된다.
중국의 과학자 허젠쿠이는 유전자 편집 기술을 이용해 배아의 유전자를 편집하여 에이즈에 면역력을 가지고 있는 맞춤아기를 탄생시켰다.